# Hansa-Brandenburg C.I
L'Hansa-Brandenburg C.I, conosciuto anche come Typ LDD, era un monomotore biplano e biposto da ricognizione sviluppato dall'azienda tedesco imperiale Hansa und Brandenburgischen Flugzeugwerke GmbH negli anni dieci del XX secolo e prodotto principalmente su licenza nell'Impero austro-ungarico da Ungarische Flugzeugfabrik AG (Ufag) e Phönix Flugzeugwerke.
Utilizzato principalmente dal K.u.k. Luftfahrtruppen, l'aeronautica militare austro-ungarica, durante la prima guerra mondiale rimase in servizio anche dopo il termine del servizio nelle forze aeree di Polonia e, con una serie di varianti prodotte localmente, Cecoslovacchia.

## Storia del progetto
Il C.I venne sviluppato dal precedente B.I ideato da Ernst Heinkel, che prima di fondare la sua azienda lavorò come progettista nell'azienda tedesca. Heinkel affinò semplicemente il precedente modello in modo che potesse utilizzare una gamma più potenti di motori a disposizione.
Per ovviare alle richieste imposte dall'impegno bellico il C.I venne inoltre prodotto su licenza anche da Phönix Flugzeugwerke e Ufag. Alla fine del conflitto, a causa delle limitazioni imposte alla Germania dal Trattato di Versailles, l'Hansa-Brandenburg cedette i diritti di costruzione all'azienda cecoslovacca Aero la quale produsse delle varianti che andarono ad equipaggiare i reparti della locale aeronautica militare, la Češkoslovenske Letectvo.

## Descrizione tecnica
Il C.1 era un velivolo dall'aspetto piuttosto tradizionale e, come consuetudine per i velivoli dell'epoca, era realizzato con struttura mista in legno e tubi d'acciaio ricoperta da tela. La fusoliera a sezione quadrata presentava un lungo ed unico abitacolo a due posti in tandem, caratteristica comune ai ricognitori C-Typ prodotti da Lloyd e Lohner ed in forza alla K.u.k. Luftfahrtruppen, l'anteriore per il pilota ed il posteriore per l'osservatore/mitragliere. L'impennaggio di coda era caratteristico, monoderiva, dotato di timone e piani orizzontali realizzati con un'intelaiatura in tubi d'acciaio, questi ultimi di grande superficie, controventati ed a pianta triangolare e che si estendevano fino quasi all'altezza del sedile posteriore.
La configurazione alare era biplano-sesquiplana, con l'ala inferiore di dimensioni leggermente minori e spostata verso la parte posteriore, collegate tra loro ed alla fusoliera da una serie di montanti tubolari e tiranti in filo d'acciaio. Il carrello d'atterraggio era fisso, dotato di grandi ruote a raggi ammortizzato sia anteriormente che sul pattino posteriore d'appoggio.
La propulsione era affidata ad una vasta gamma di motori 6 cilindri in linea raffreddati ad acqua a partire da 160 PS (118 kW) tutti abbinati ad un'elica bipala in legno a passo fisso.
L'armamento era costituito da una mitragliatrice Schwarzlose MG M.07/12 da 8 mm brandeggiabile e rivolta verso la parte posteriore, azionabile dal secondo membro dell'equipaggio. In alcuni modelli era integrata da una seconda Schwarzlose rivolta in avanti, posizionata in una struttura posta sopra l'ala superiore e per questo priva di meccanismo di sincronizzazione con l'elica. Quest'ultima venne in seguito sostituita da una Schwarzlose dotata questa volta di tale meccanismo e posizionata su un lato della fusoliera. La dotazione standard prevedeva anche una bomba da 60 kg ma alcuni esemplari hanno utilizzato un carico complessivo dato da una bomba da 80 kg più due da 10 kg.

## Impiego operativo
Il C.I venne utilizzato dalla K.u.k. Luftfahrtruppen come velivolo da ricognizione visiva e fotografica oltre che come bombardiere leggero dall'inizio della primavera del 1916 sino alla fine della prima guerra mondiale. La bontà del progetto, confermata dalle buone caratteristiche di manovrabilità, venne confermata anche dall'introduzione di una gamma sempre più potente di unità propulsive che ne incrementarono costantemente le prestazioni e che ne determinarono il successo con 1 318 esemplari realizzati.
Il 16 giugno 1916 Georg Kenzian in missione con un Hansa-Brandenburg C.I (61.18) (pilota sergente (Feldwebel Fw) Forst) della Flik 24, ottiene la sua prima vittoria confermata abbattendo un Farman biposto a sud di Asiago. Quattro giorni dopo, Kenzian ottiene la seconda vittoria questa volta volando come osservatore dell'Hansa-Brandenburg C.I pilotato dal sergente (Zugsfuhrer Zgf) Josef Kiss, futuro asso ungherese della LFT. Sul Monte Cimone, attaccano un ricognitore biposto abbattendolo dietro le linee nemiche. L'equipaggio, pur ferito sopravvive all'impatto con il suolo.
Nel maggio-giugno 1917 sul fronte italiano vi erano in linea i seguenti esemplari: 5 nella Flik 2, 5 nella Flik 4, 7 nella Flik 12, 6 nella Flik 15, 9 nella Flik 16, 6 nella Flik 17, 7 nella Flik 19, 7 nella Flik 21, 5 nella Flik 23, 4 nella Flik 24, 6 nella Flik 28, 5 nella Flik 32, 7 nella Flik 34, 7 nella Flik 35, 5 nella Flik 45 di Brunico, 4 nella Flik 48 e 12 nella Fluggeschwader I (FlG I).
Al 15 ottobre 1918 erano in linea i seguenti esemplari: 1 nella Flik 37P di San Lorenzo (Codroipo), 8 nella Flik 69D, 17 nella Flik 71D, 1 nella Flik 19K, 2 nella Flik 22K, 3 nella Flik 35K, 2 nella Flik 44K, 8 nella Flik 47F, 2 nella Flik 57Rb, 5 nella Flik 26S, 4 nella Flik 65S, 1 nella Flik 52K, 3 nella Flik 11F di San Pietro in Campo dell'Aeroporto di Belluno, 3 nella Flik 8S, 2 nella Flik 53S, 5 nella Flik 2K, 4 nella Flik 16K, 3 nella Flik 66K, 1 nella Flik 15F di Levico Terme, 2 nella Flik 31P di Levico, 8 nella Flik 48S, 2 nella Flik 24K e 5 nella Flik 36K di Novaledo.
Alla fine delle ostilità il C.I continuò la sua vita operativa equipaggiando i reparti dell'Siły Powietrzne, l'aeronautica militare polacca.
Gli assi che conseguirono vittorie su questo modello furono Adolf Heyrowsky (9), Julius Arigi (7), Josef Pürer (6), Andreas Dombrowski (5), Stefan Fejes (5), Josef Friedrich (5), Johann Frint (5), Heinrich Kostrba (5), Johann Lasi (5), Augustin Novák (5), Raoul Stojsavljevic (5), Franz Wognar (5), Josef Kiss e Kurt Nachod (3), Georg Kenzian (2) e Franz Gräser (2).

## Produzione su licenza
Per soddisfare le esigenze belliche vennero prodotti, oltre agli 84 esemplari realizzati in proprio dall'Hansa-Brandenburg, ulteriori 400 esemplari dalla Phönix Flugzeugwerke ed altri 834 dalla Ungarische Flugzeugfabrik AG. Alla fine del conflitto vennero inoltre prodotti su licenza dall'azienda cecoslovacca Aero.

### Phönix

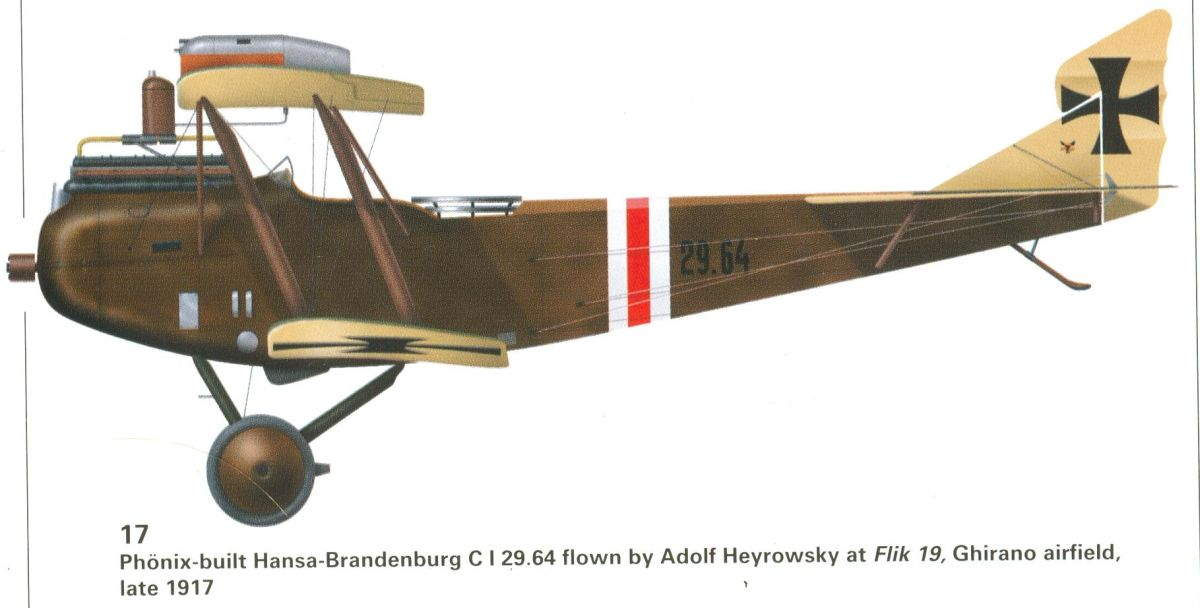
Il C.I 29.64 pilotato dall'asso Adolf Heyrowsky.

- Typ 23 e 26 motorizzati Austro-Daimler da 160 PS
- Typ 27 motorizzato Austro-Daimler da 185 PS
- Typ 29 motorizzato Austro-Daimler da 210 PS
- Typ 29.5, 129, 229 e 329 motorizzati Hiero da 200 PS
- Typ 429 motorizzato Hiero da 230 PS

### Ufag
- Typ 61, 64, 67 e 68 motorizzati Austro-Daimler da 160 PS
- Typ 63 motorizzato Mercedes D.IIIs da 160 PS
- Typ 269 motorizzato Austro-Daimler da 200 PS
- Typ 69 motorizzato Hiero da 200 PS
- Typ 169 motorizzato Benz Bz.IVas da 220 PS (162 kW)
- Typ 369 motorizzato Hiero da 230 PS

### Aero
- Aero A-14, A-15 e A-26 motorizzati Walter IIIa su licenza BMW da 185 PS

## Utilizzatori

### Periodo bellico
Austria-Ungheria
- k.u.k. Luftfahrtruppen

### Periodo post bellico
Polonia
- Siły Powietrzne

## Velivoli comparabili
Austria-Ungheria
- Ufag C.I

 Germania
- Albatros C.I

 Regno Unito
- Armstrong Whitworth F.K.8
- Royal Aircraft Factory R.E.8